# جمله امری
جمله امری یکی از انواع پنجگانه جمله در زبان فارسی است که در آن انجام دادن یا ندادن کار یا پذیرفتن و عدم پذیرش حالت یا صفتی درخواست می‌شود. به شکل مثبت آن فعل امر و به شکل منفی آن فعل منفی گفته می‌شود.